# Brian Steen Nielsen
Brian Steen Nielsen (Vejle, 1968. december 28. –), dán válogatott labdarúgó.
A dán válogatott tagjaként részt vett a 2002-es világbajnokságon, az 1995-ös konföderációs kupán, az 1996-os és a 2000-es Európa-bajnokságon.

## Sikerei, díjai
Odense
- Dán kupagyőztes (1): 1992–93

AB
- Dán kupagyőztes (1): 1998–99
- Dán szuperkupagyőztes (1): 1999

Dánia
- Konföderációs kupa győztes (1): 1995